# Плейнвілл (Іллінойс)
Плейнвілл (англ. Plainville) — селище (англ. village) в США, в окрузі Адамс штату Іллінойс. Населення — 271 особа (2020).

## Географія
Плейнвілл розташований за координатами 39°47′5″ пн. ш. 91°10′54″ зх. д. / 39.78472° пн. ш. 91.18167° зх. д. (39.784774, -91.181709).  За даними Бюро перепису населення США в 2010 році селище мало площу 0,60 км², уся площа — суходіл.

## Демографія
Згідно з переписом 2010 року, у селищі мешкали 264 особи в 103 домогосподарствах у складі 82 родин. Густота населення становила 443 особи/км².  Було 111 помешкання (186/км²).
Расовий склад населення:
| - 100,0 % — білих |

До двох чи більше рас належало 0,0 %. Частка іспаномовних становила 0,0 % від усіх жителів.
За віковим діапазоном населення розподілялося таким чином: 22,3 % — особи молодші 18 років, 65,2 % — особи у віці 18—64 років, 12,5 % — особи у віці 65 років та старші. Медіана віку мешканця становила 36,8 року. На 100 осіб жіночої статі у селищі припадало 114,6 чоловіків;  на 100 жінок у віці від 18 років та старших — 107,1 чоловіків також старших 18 років.
Середній дохід на одне домашнє господарство  становив 50 768 доларів США (медіана — 45 208), а середній дохід на одну сім'ю — 54 072 долари (медіана — 46 000). За межею бідності перебувало 14,7 % осіб, у тому числі 20,5 % дітей у віці до 18 років та 0,0 % осіб у віці 65 років та старших.
Цивільне працевлаштоване населення становило 168 осіб. Основні галузі зайнятості: виробництво — 20,8 %, освіта, охорона здоров'я та соціальна допомога — 20,2 %, роздрібна торгівля — 16,7 %.